# Derde klasse basketbal heren (België)
De Top Division Men 2 of derde klasse is de op twee na hoogste afdeling van de Belgische herenbasketbalcompetitie. De competitie is ingedeeld in twee reeksen van elk 14 ploegen.  De inrichtende macht is Basketball Belgium (BB). Omwille van de Covid-19 veiligheidsmaatregelen werd in samenspraak met AWBB, de Waalse basketbalfederatie, de nationale reeksen bij de mannen (Top Division Men) stopgezet.

## Competitie

### Huidige clubs
De reeksindeling voor het seizoen 2020-2021
- Antwerp Giants B (Antwerpen)
- Tautis Namur-Belgrade B.C (Namur)
- Ninane Promotion (Ninane)
- Hasselt BT  (Hasselt)
- Mailleux Comblain Bis (Mailleux)
- RBB Gembloux (Gembloux)
- Kangoeroes Basket Mechelen B (Mechelen)
- R.B.C. Esneux (Esneux)
- VOO Basket Pepinster (Verviers)
- Casino de Spa B.C. (Spa)
- BC Sprimont (Sprimont)
- Basket Willebroek (Willebroek)
- BasKet Tongeren (Tongeren)
- BBC Geel (Geel)

#### Reeks B
- Koninklijke BBC Oostkamp (Oostkamp)
- Leuven Bears B (Leuven)
- Haantjes-D'Hondt Interieur-Oudenaarde  (Oudenaarde)
- Basket Sijsele (Sijsele)
- Royal IV Brussels B (Brussel)
- Royal Nivelles Basketball (Nijvel)
- Kon BC Gistel Oostende Duva Fruit (Gistel)
- Bavi Vilvoorde (Vilvoorde)
- RPC Anderlecht (Anderlecht)
- GSG Aarschot (Aarschot)
- United Basket Woluwé  (Sint-Lambrechts-Woluwe)
- BBC Falco Gent (Gent)
- Belfius BBCA Neufchâteau (Neufchâteau)

## Kampioen
- 2010-2011:  Sint-Niklase Condors (3A) & Point Chaud Sprimont (3B)[2]
- 2011-2012 : BasKet Tongeren (3A) & Haantjes Oudenaarde (3B)
- 2012-2013 : Holstra Wevelgem (3A) & Turuka Willebroek (3B)
- 2013-2014 : Melco Ieper (3A) & Oxaco Boechout (3B)
- 2014-2015 : BBC Oostkamp (TD 2A) & BC Ninane (TD 2B)
- 2015-2016 : Royal IV Brussels (TD 2A) & Fellows Ekeren (TD 2B)
- 2016-2017 : Spirou Charleroi B (TD 2A) & BBCA Neufchateau (TD 2B)
- 2017-2018 : Basket Sijsele (TD2A) & BBC Croonen Lommel (TD2B)
- 2018-2019 : Latem De Pinte (TD2A) & Guco Lier (TD2B)
- 2019-2020 : Kortrijk Spurs (A-reeks) en Kontich Wolves (B-reeks)
- 2020-2021 : Competitie stilgelegd omwille van Covid-19 maatregelen
- 2022-2023: BBC Falco Gent en (TDM2B) en Mailleux Comblain (TDM2A)

Mannenbasketbal: Eerste klasse · Tweede klasse · Derde klasse · Beker van België · Supercup · Nationale ploeg

Vrouwenbasketbal: Eerste klasse · Nationale ploeg

Organisatie: Basketball Belgium · Basketbal Vlaanderen